# Felix Swinstead
Felix Gerald Swinstead (* 25. Juni 1880 in London; † 14. August 1959 in Southwold) war ein englischer Pianist, Komponist und Musikpädagoge.
Swinstead gewann ein Sterndale-Bennett-Stipendium und ein Thalberg-Stipendium und studierte an der Royal Academy of Music Klavier bei Tobias Matthay und Komposition bei Frederick Corder. Später wirkte er hier als Professor für Klavier.
Als Pianist trat er außer in Großbritannien auch in Kanada, Südafrika, Australien und Westindien auf. Er komponierte etwa 200 überwiegend kleine Klavierstücke, viele davon als Übungsstücke für Klavierschüler. Teils fasste er die Stücke in Sammlungen wie Album Leaves, Fancies Grave and Gay und Idylls zusammen. Daneben entstanden auch anspruchsvollere Stücke, die er bei seinen Konzerten vortrug.
Außerdem komponierte Swinstead eine Sonate und einige kleinere Stücke für Violine und Klavier, eine Romanze für Cello und Klavier und den Liederzyklus Sing-Song. Seine einzigen bekannten Orchesterwerke sind eine Scarlatti Suite nach den Cembalosonaten von Domenico Scarlatti (auch für Klavier und Streichorchester und für zwei Klaviere) und das Stück Red Gauntlet, das anlässlich seines Todes vom Orchester der Royal Academy of Music unter Leitung von Ernest Reed aufgeführt wurde. Ein weiteres Concertstueck ist im Manuskript erhalten.
| Personendaten    | Personendaten                                   |
| ---------------- | ----------------------------------------------- |
| NAME             | Swinstead, Felix                                |
| ALTERNATIVNAMEN  | Swinstead, Felix Gerald (vollständiger Name)    |
| KURZBESCHREIBUNG | englischer Pianist, Komponist und Musikpädagoge |
| GEBURTSDATUM     | 25. Juni 1880                                   |
| GEBURTSORT       | London                                          |
| STERBEDATUM      | 14. August 1959                                 |
| STERBEORT        | Southwold                                       |